# Catasetum schunkei
Catasetum schunkei är en orkidéart som beskrevs av Dodson och David Edward Bennett. Catasetum schunkei ingår i släktet Catasetum och familjen orkidéer.
Artens utbredningsområde är Peru. Inga underarter finns listade i Catalogue of Life.